# Marcel Georges Charles Petitmengin
Marcel Georges Charles Petitmengin (Nancy, 3 de enero de 1881 - Malzéville, 19 de octubre de 1908) fue un botánico, pteridólogo, religioso protestante, y explorador francés.

## Biografía
Unos meses después del nacimiento, su familia se muda a Malzéville, cerca de Nancy, donde habitaría toda su vida. Efectía sus estudios en la Escuela Superior de Farmacia de Nancy y obtiene sui diploma de farmacéutico en 1904 (y será preparador y profesor en la escuela, cargo que retendrá). Comenzó un doctorado en ciencias naturales y el estudio de la flora de Briançon y del monte Viso en Italia. En 1905, acompaña a René Maire por Grecia, y retorna en 1906, luego, a petición del profesor Paul Henri Lecomte y con los consejos de Monseñor Léveillé y de Gustave Bonati, etudiará las primuláceas sino-japonesas. Retorna al monte Viso en 1907, mas no puede terminar su tesis y fallece de tuberculosis el 19 de octubre de 1908. Su amigo Jules Garnier (1882-1934), se ocupará de sus colecciones luego de su muerte.
Por otra parte, profundamente creyente, se implicó fuertemente en el seno de la Iglesia reformada de Francia y de sus obras sociales - presidente de la Asociación de Estudiantes protestantes en 1906, vicepresidente de la Unión de jóvenes cristianos, monitor general de la Escuela dominical, presidente de la Sociedad antialcohólica... -.
De 1900 a 1908, realizó actividades desbordantes. Sus principales contribuciones fueron sobre la flora de Lorraine, de los Alpes, de Grecia; de la familia de las primuláceas, tanto por los especímenes recolectadas como de las identificaciones que realizó.
Aunque no produjo ningún documento teórico, trabajó sobre híbridos y sobre la noción de especie y en particular sobre su acepción linneana.

## Especies que identificó
De las 80 especies que identificó, dedicó 38 a sus amigos, profesores, a religiosos y a botánicos de su tiempo. Esa importante proporción de dedicaciones (que comparte con los botánicos occidentales, del siglo XIX) a expensa de las descripciones, más común en los linneanos, reflejando tanto las relaciones entre confraternos botánicos como de una apropiación occidental del mundo, incluso a través de la ciencia.
En primer lugar, en sus dedicatorias, piensa en sus amigos, todos de la región de Nancy, y más o menos de sus colegas:
- Jules Garnier (1882 - 1934), también alumno de la Escuela de Farmacia de la promoción siguiente a la suya, que se ocupó de su documentación florística luego de su muerte, y que le dedicó una asterácea híbrida de Francia:
  - × Crepihieracium garnieri (Petitm.) P.Fourn. (Crepis praemorsa × Hieracium murorum)(nombrada Crepis garnieri por Petitmengin en 1906)
- Gustave H. Bonati (1873 - 1927), con quien estudió las muestras de plantas de Nueva Caledonia y que le dedicó una primarosa de China en 1907:
  - Primula bonatiana Petitm.
- La familia Albert, de Echalp (Altos Alpes - masivo de Queyras) donde se alojó y herborizó, y que le dedicó una asterácea híbrida en 1906:
  - Artemisia × albertii Petitm.  (Artemisia absinthium × umbelliformis) (especie protegida en los Alpes de Alta Provenza)
- P. Durenne, con quien herborizó en los Alpes y que le dedicó una violeta híbrida:
  - Viola × durennei Petitm. (Viola permixta × Viola alba)
- C. Breton, preparador en Farmacia en Saint-Mihiel, que lo abasteció de plantas de la región y que le dedicó, en 1906, de una brasicácea híbrida:
- Iberis × bretonii Petitm.

También honró a sus profesores y relaciones de trabajo:
- El profesor Paul Henri Lecomte, que le aconsejó en sus trabajos y notablemente le encargó el estudio de las primuláceas; y a quien le dedicó una primaroas de China, en 1907
  - Primula lecomtei Petitm.
- Monseñor Augustin A. H. Léveillé, que también lo aconsejaba, y que sobre todo, le publicó en el boletín de la Academia de Geografía botánica numerosos de sus artículos (y que efectuó el elogio necrológico el 1.º de noviembre de 1908 en el número 54 de Monde des plantes); también junto con Gustave Bonati, le efectuaron una dedicatoria; y Marcel Petitmengin le dedicó una primulácea de China en 1907:
  - Lysimachia leveillei Petitm.
- V. Suard, profesor de botánica de la Escuela de Medicina de Nancy y quien le publicó en 1843 su catálogo de plantas vasculares del Departamento de la Meurthe, a quien le dedica una franqueniácea:
  - Frankenia suardii Petitm.

Como la mayoría de sus colegas, honra a los botánicos recolectores, sobre todo a misioneros:
- El Padre Émile-Marie Bodinier (1842 - 1901), misionario en China, Guizhou (Kouy-Tchéou) donde fallece en Guiyang (Kouy-Yang); Petitmengin trabajó sobre su herbario y le dedica a título póstumo una primulácea de China, en 1907:
  - Lysimachia bodinieri Petitm.
- El Padre Pierre Julien Cavalerie (1869 - 1927), misionario en China en Pin-fa, Guizhou (Kouy-Tchéou) y miembro de la Academia de Geografía botánica (y autor de numerosos artículos en la revista de la Academia), a quien le dedica una primarosa de la provincia de Guizhou (Kouy-Tchéou) en 1908:
  - Primula cavaleriei Petitm.
- El abate François Ducloux (1864 - 1945), misionario de Yunnan, a quien le dedica una primarosa de China:
  - Primula duclouxii Petitm.
- El Padre Joseph-Henri Esquirol,(1870 - 1934), misionario en China (muere en Lanlong, Hunan) y miembro de la Academia de Geografía botánica, a quien Petitmengin le dedica una primarosa de Yunnan, en 1907:
  - Primula esquirolii Petitm.
- Isidore Franc, institutor de Nouméa, miembro de la Academia de Geografía botánica
  - Stenocarpus francii Bonati & Petitm. 1907 - proteácea de Nueva Caledonia,
  - Trichomanes francii Christ en Bonati & Petitm. (renombrada Microtrichomanes francii (Christ) Copel. 1938 y después reclasificada como Hymenophyllum lyallii) - Hymenophyllaceae (forrajera) de Nueva Caledonia
- El botánico Jean Baptiste Louis Pierre (1833 - 1905), incluyendo el de Director del Jardín Botánico de Saigón, a quien Petitmengin le dedica una primulácea de Indochina, en 1908:
  - Lysimachia pierrei Petitm.
- El botánico Jules Poisson (1833 - 1919), quien recolectó e identificó numerosas plantas de Nueva Caledonia, y a quien Bonati y Petitmengin le dedican una cunoniácea de Nuava Caledonia, en 1907:
  - Weinmannia poissonii Bonati & Petitm.
- Un cierto Willmotte, probablemente misionario en China, a quien le dedica una primarosa de China en 1907:
  - Primula willmottiae Petitm.

Dedica un cierto número de especies a botánicos célebres de su tiempo y con quienes mantuvo correspondencia, algunos miembros de la Academia de Geografía botánica, por sus trabajos en relación con las familias, sino también en un juego sutil de reverencia y de autoafirmación:
- El príncipe Roland N. Bonaparte a quien René Maire y él le dedican dos plantas de Grecia:
  - Cirsium × bonapartei Maire & Petitm. 1908 asterácea híbrida
  - Fumana bonapartei Maire & Petitm. 1908 Cistácea de Grecia
- El botánico Friedrich L. E. Diels (1874-1945), profesor de la Universidad de Marbourg, a quien le dedica una primarosa de China en 1907:
  - Primula dielsii Petitm.
- El botánico François Gagnepain (1866-1952) a quien le dedica una primarosa de China en 1907
  - Primula gagnepainii Petitm.
- El botánico William B. Hemsley (1843-1924), de Kew Gardens, a quien le dedica una primarosa de China en 1907:
  - Primula hemsleyi Petitm.
- El botánico Paul E. O. W. Knuth (1854 - 1899) a quien le dedica una primulácea de Japón en 1907:
  - Lysimachia knuthii Petitm.
- El botánico Ninzo Matsumura (1856 - 1928) a quien le dedicó en 1907 una primarosa de Japón:
  - Primula farinosa L. var. matsumurae (Petitm.) T.Yamaz. (que luego se llamará Primula matsumurae)
- El barón Eugène P. Perrier de La Bâthie (1825-1916), agrónomo y botánico, miembro de la Academia de Savoie (más probablemente que su hijo Henri Perrier de La Bâthie que se interesó exclusivamente a la flora del océano Índico), a quien le dedicó una asterácea híbrida de los Alpes en 1906:
  - Artemisia × perrieri Petitm.
- Friedrich R.R. Schlechter a quien, con Gustave Bonati, le dedican en 1907 dos especies de Nueva Caledonia recolectadas por Isidore Franc y pagados por el herbario Boissier, en respuesta a las dos publicaciones de 1905 y de 1906 sobre la flora de Nueva Caledonia:[2]
  - Argophyllum schlechterianum Bonati & Petitm. 1907, escaloniácea (colectada en las montañas de Kohgi y de Dzumac)
  - Gardenia schlechteri Bonati & Petitm. 1907, rubiácea endémica de Nueva Caledonia.

También con las personalidades diversas, en relación con los lugares de donde son originarias las plantas de sus trabajos:
- François Arnaud ( 1843 - 1908 ) alpinista, geógrafo, hombre político de Barcelonnette, a quien le dedica una fabácea híbrida de los Alpes:
  - × Oxytropis arnaudii Petitm. (Phaca astragalina × Oxytropis cyanea)
- El ingeniero ferroviario suizo William Barbey (1842-1914), esposo de Caroline Barbey-Boissier (1847-1918), hija del recolector P. Edmond Boissier, creador del herbario sobre el que trabajó Petitmengin, y a quien le dedica una primarosa de China (de su herbario), en 1907:
  - Primula barbeyana Petitm.
- Antonio Biondi de Montajone, donde Petitmengin estudió el herbario (en Florencia) y a quien le dedicó una primarosa de China, en 1907:
  - Primula biondiana Petitm.
- El botánico savoyardo P. Eugène Chabert a quien le dedicó una asterácea híbrida de los Alpes:
  - Senecio chaberti Petitm.
- El profesor Th. Derbez de Barcelonnette, colector y botánico amateur, que posiblemente lo guio y pudo haberle proporcionado muestras, y a quien le dedicó una crasulácea híbrida de los Alpes, en 1906:
  - Sedum × derbezii Petitm.
- Antonios Miliarakis (1848–1905), geógrafo e historiador griego, a quien le dedica una asterácea híbrida de Grecia, en 1908:
  - Cirsium × miliarakisii Maire & Petitm.
- Joseph Sartori (1809-1885), botánico griego a quien le dedica a título póstumo una brasicácea en 1908:
  - Alyssum sartorii Heldr. ex Maire & Petitm.
- El botánico Lino Vaccari (1873 - 1951), a quien le dedica una saxifragácea de los Alpes, en 1907:
  - Saxifraga vaccarii Petitm.
- Uno de los botánicos, horticultores Veitch, a quien le dedicó una primarosa de China, en 1907:
  - Primula veitchiana Petitm.
- Maurice de Vilmorin, que recibía los especímenes colectados de Yunnan por el Padre Pierre J.M. Delavay, y con quien tuvo correspondencia con Petitmengin; al que le dddica una primarosa de China, en 1908:
  - Primula vilmoriniana Petitm.

Una dedicatoria final fue por sus creencias religiosas, tratándose de François Coillard (1834 - 1904), misionario protestante en África, a quien le dedica, en 1906, una primarosa de Indochina:
- - Rubus coillardi Petitm.

Por último, hay dedicaciones también revelarán ausencias, especialmente:
- René Maire, con quien colabora de cerca y es una de las tres personas coautores de un artículo con él; tal vez pensó Petitmengin en una dedicación, y más tarde, cuando esta proximidad habría desaparecido
- Georges Rouy (1851-1924), por ende con mucha experiencia con Petitmengin (desde 1903, lo menciona en sus publicaciones); tal vez hubo desacuerdo entre ellos, o de la competencia, sobre la cuestión de las especies.

Sin embargo, en ausencia de más evidencia en el habitante de este país "el nativo de" informes de las misiones: una que necesariamente ayudó a los botánicos sacerdotes, y entendiendo las lenguas vernáculas existentes, especialmente en China --, solo unos cuantos topónimos transcritos más en América, cuando no tienen (todavía) no ha cambiado el nombre en latín de un santo.

## Algunas publicaciones
- Marcel Petitmengin. Souvenirs d'herborisations à Zermatt (Valais) - Académie de géographie botanique, 1903 pp. 355-363
- ----. Notes sur quelques nouveautés de la flore française - Le Monde des Plantes: Le Mans, 1904 n° 30 - pp. 45-48 Documento en línea - 1.ª pág. y siguientes Archivado el 5 de noviembre de 2014 en Wayback Machine.
- Durenne, P; M Petitmengin. Promenade botanique dans les Alpes du Briançonnais (2-9 de agosto de 1903) - Bulletin de l'Académie internationale de géographie botanique, 1905, julio-agosto, pp. 253-267
- Petitmengin, M. Note sur un nouvel hybride de la flore alpine: OXYTROPIS ARNAUDII - Le Monde des plantes: Le Mans, 1905, p. 16 Documento en línea Archivado el 5 de noviembre de 2014 en Wayback Machine.
- ----. Étude sur la Grèce contemporaine - Le Semeur, 1906, N° 2, pp. 84-93; 1907, N° 3, pp. 126-139; N° 4, pp. 180-190
- ----. Mise au point sur la flore de Lorraine - Compte-rendu de la 36e session de l'Association française pour l'avancement des sciences, Reims, 1907, pp. 504-519
- ----. Études comparatives sur la flore andine et sur celle des Alpes européennes. Bulletin de l'Académie internationale de géographie botanique. Le Mans: impr. de Monnoyer, 1907
- ----. Quelques nouveautés botaniques du Queyras - Bulletin de la société des sciences de Nancy - 1907
- ----. Session de l'Académie en Savoie en août 1907. Première partie. Aperçu sur la géographie botanique de la Maurienne et de la Tarentaise (Savoie) - Bull. Acad. Inter. Géogr. Bot. N° 17, 1907 – pp. 310-338
- ----. Primulaceae wilsonianae. Primulacées chinoises de l'herbier de l'Académie internationale de géographie botanique - Bulletin de l'Académie internationale de géographie botanique - Le Mans: impr. de Monnoyer, 1907
- Marie, R; M Petitmengin. étude des plantes vasculaires récoltées en Grèce en 1904 - Bulletin des séances de la Société des sciences de Nancy, 1907, série III, vol. 8, pp. 149-192
- ----; ----. Étude des plantes vasculaires récoltées en Grèce en 1906. Bulletin des séances de la Société des sciences de Nancy, 1908, vol. 9, pp. 151-266 & 360-481
- Bonati, GH; M Petitmengin. Sur quelques plantes de Nouvelle-Calédonie - 1907

### Libros
- Godfrin, J; M Petitmengin. Flore analytique de poche de la Lorraine et des contrées limitrophes - París: A. Maloine, 1909, 239 pp.
- Godfrin, J; M Petitmengin. Atlas de la Flore analytique de poche de la Lorraine et des contrées limitrophes. París: Maloine et fils éd., 1913, 239 pp. (ilustraciones del abate Coste)

## Honores

### Epónimos
Un género de la familia de las escrofulariáceas le fue dedicado por su amigo Gustave Bonati en 1911: Petitmenginia Bonati 1911
Unas cinco especies fueron nombradas en su honor, de las cuales cuatro lo fueron por su amigo Gustave Bonati:
- Lysimachia petitmenginii  Bonati 1913 - familia Primulaceae, planta de China
- Parnassia petitmengini H.Lév. 1910 - familia de Parnassiaceae, planta de China
- Pedicularis petitmenginii Bonati 1907 - familia de Scrophulariaceae, planta de China
- Primula petitmengini Bonati 1909 - familia de Primulaceae, primrosa de China
- Scrophularia petitmenginii Bonati 1911 - familia de Scrophulariaceae, planta de China

- La abreviatura «Petitm.» se emplea para indicar a Marcel Georges Charles Petitmengin como autoridad en la descripción y clasificación científica de los vegetales.[3]